# ملیسا مولر
ملیسا مولر (انگلیسی: Melissa Müller؛ زادهٔ ۱۹۶۷ (۵۷–۵۸ سال)) روزنامه‌نگار و نویسنده اهل اتریش است. از کتاب‌های او می‌توان به آنه فرانک: زندگینامه اشاره کرد.